# Мрчковац
Мрчковац је насеље у Србији у општини Голубац у Браничевском округу. Према попису из 2022. било је 187 становника.

## Демографија
У насељу Мрчковац живи 274 пунолетна становника, а просечна старост становништва износи 44,3 година (40,7 код мушкараца и 48,0 код жена). У насељу има 91 домаћинство, а просечан број чланова по домаћинству је 3,60.
Ово насеље је великим делом насељено Србима (према попису из 2002. године), а у последња три пописа, примећен је пад у броју становника.
|  |

| Демографија | Демографија | Демографија |
| Година      | Становника  | Становника  |
| ----------- | ----------- | ----------- |
| 1948.       | 554         |             |
| 1953.       | 537         |             |
| 1961.       | 520         |             |
| 1971.       | 472         |             |
| 1981.       | 437         |             |
| 1991.       | 398         | 324         |
| 2002.       | 328         | 433         |
| 2011.       | 239         |             |

| Етнички састав према попису из 2002.‍ | Етнички састав према попису из 2002.‍ | Етнички састав према попису из 2002.‍ | Етнички састав према попису из 2002.‍ | Етнички састав према попису из 2002.‍ |
| ------------------------------------ | ------------------------------------ | ------------------------------------ | ------------------------------------ | ------------------------------------ |
|                                      |                                      |                                      |                                      |                                      |
| Срби                                 | Срби                                 |                                      | 320                                  | 97,56%                               |
| Власи                                | Власи                                |                                      | 3                                    | 0,91%                                |
| Црногорци                            | Црногорци                            |                                      | 1                                    | 0,30%                                |
| Румуни                               | Румуни                               |                                      | 1                                    | 0,30%                                |
| Мађари                               | Мађари                               |                                      | 1                                    | 0,30%                                |
| Македонци                            | Македонци                            |                                      | 1                                    | 0,30%                                |
| непознато                            | непознато                            |                                      | 1                                    | 0,30%                                |

| Година пописа     | 1948. | 1953. | 1961. | 1971. | 1981. | 1991. | 2002. |
| ----------------- | ----- | ----- | ----- | ----- | ----- | ----- | ----- |
| Број домаћинстава | 123   | 117   | 111   | 101   | 90    | 77    | 91    |

| Број чланова      | 1  | 2  | 3 | 4  | 5  | 6  | 7 | 8 | 9 | 10 и више | Просек |
| ----------------- | -- | -- | - | -- | -- | -- | - | - | - | --------- | ------ |
| Број домаћинстава | 19 | 20 | 6 | 13 | 10 | 13 | 9 | 1 | 0 | 0         | 3,60   |

| Пол    | Укупно | Неожењен/Неудата | Ожењен/Удата | Удовац/Удовица | Разведен/Разведена | Непознато |
| ------ | ------ | ---------------- | ------------ | -------------- | ------------------ | --------- |
| Мушки  | 138    | 39               | 86           | 10             | 3                  | 0         |
| Женски | 147    | 15               | 94           | 31             | 6                  | 1         |
| УКУПНО | 285    | 54               | 180          | 41             | 9                  | 1         |

| Пол    | Укупно                    | Пољопривреда, лов и шумарство | Рибарство                            | Вађење руде и камена | Прерађивачка индустрија       |
| ------ | ------------------------- | ----------------------------- | ------------------------------------ | -------------------- | ----------------------------- |
| Мушки  | 93                        | 61                            | 0                                    | 0                    | 10                            |
| Женски | 57                        | 46                            | 0                                    | 0                    | 5                             |
| УКУПНО | 150                       | 107                           | 0                                    | 0                    | 15                            |
| Пол    | Производња и снабдевање   | Грађевинарство                | Трговина                             | Хотели и ресторани   | Саобраћај, складиштење и везе |
| Мушки  | 0                         | 3                             | 9                                    | 0                    | 4                             |
| Женски | 0                         | 0                             | 4                                    | 0                    | 0                             |
| УКУПНО | 0                         | 3                             | 13                                   | 0                    | 4                             |
| Пол    | Финансијско посредовање   | Некретнине                    | Државна управа и одбрана             | Образовање           | Здравствени и социјални рад   |
| Мушки  | 1                         | 1                             | 2                                    | 0                    | 0                             |
| Женски | 0                         | 0                             | 0                                    | 0                    | 1                             |
| УКУПНО | 1                         | 1                             | 2                                    | 0                    | 1                             |
| Пол    | Остале услужне активности | Приватна домаћинства          | Екстериторијалне организације и тела | Непознато            | Непознато                     |
| Мушки  | 0                         | 0                             | 0                                    | 2                    | 2                             |
| Женски | 1                         | 0                             | 0                                    | 0                    | 0                             |
| УКУПНО | 1                         | 0                             | 0                                    | 2                    | 2                             |